# 有馬啓太郎
有馬 啓太郎（ありま けいたろう）は、日本の漫画家、大阪芸術大学客員教授、同人作家。大阪府出身。有馬秘太郎・有馬晴臣という名を使って漫画執筆をすることもある。血液型はO。関西大学卒業、同大学漫画同好会出身。

## 来歴
元は雑誌『ファンロード』の常連投稿者（ローディスト）で、同誌の海外旅行ツアー企画「ゲゲボツアー」にて何度かレポート漫画を寄稿し、人気を集める。これまで彼が手掛けてきた作品の中でも、『月詠』は特に有名。この作品はテレビアニメ化され、2004年 - 2005年にかけてテレビ東京、テレビ大阪の2局で放送された。また、商業誌での執筆だけでなく同人誌の制作・発行もしている。
「日本ワルワル同盟」というサークルを古くから主宰し、コミックマーケットやコミックレヴォリューションなど規模の大きい同人誌即売会で執筆誌の頒布を行っている。
阪神タイガースのファンでもあり、応援同人誌を発行したこともある。
漫画家との間に親交が多い人物で、アニメのアイキャッチを漫画家・イラストレーターが描くという企画に自分の友人が参加したというのを聞いて、同様の事を『月詠-MOON PHASE-』でもエンドカードという形で行うことを発案、知己の作家に自ら執筆依頼をした。その後、『月詠 -MOON PHASE-』を手掛けたシャフトの作品では、この形式のエンドカードを使用することが恒例になった。
交友関係のある漫画家に赤松健がおり、彼の漫画作品『ラブひな』に登場する主人公・浦島景太郎の名前のモデルにもなっている。
Dr.モローも親交の深い一人で、彼の漫画作品に本人役で出演することも少なくない。
ライトノベル作家の谷川流とも親交があり、有馬曰く、「『東方Project』を強く勧められた」とのこと。

## 執筆作品一覧
エロ漫王（海王社）
全1巻。商業誌デビュー作で、この時は有馬（ピーッ）太郎名義で執筆していた。
お気楽極楽ノストラざまス（ワニブックス）
全2巻。『コミックガム』で連載。
アストロ巫女さん
『エース桃組』'02 Summer号にて掲載された漫画。同誌作家陣によるアンソロジー本『ぷちモモ 〜ねこさんちーむ〜』（角川書店）に収録されている。
月詠（ワニブックス）
1999年から『コミックガム』で連載がスタートし、2009年1月まで連載された。単行本は全16巻。2004年にアニメ化されてネコミミブームを巻き起こし、「ネコミミモード」という流行語も生まれた。
うりポッ（マッグガーデン）
2004年に『コミックブレイドGUNZ』Vol.2に掲載後、『コミックブレイドMASAMUNE』にて連載されたが、同誌が2007年6月に廃刊されたことにより、雑誌連載ではなく単行本描き下ろしという形に移行する。2007年1月現在、単行本2巻まで刊行。2007年6月にフロンティアワークスからドラマCD化された。
ちぇりパラ-Million Paradox-
『電撃大王GENESIS（アスキー・メディアワークス）2010 WINTER（創刊号）、2010 SPRING（2号目）、2010 AUTUMN（4号目）にて掲載。
かみわたし〜神様の箸渡し〜
全2巻。『ヤングキングアワーズ』（少年画報社）2011年9月号より2012年8月号まで連載。
AKIBA'S TRIP2（株式会社アクワイア）
公式サイトのニュースブログにて『謎の-if-マンガ』を掲載。

## 単行本一覧
- エロ漫王（海王社コミックス、海王社、1997年4月、ISBN 4-87724-210-4、絶版）
- お気楽極楽ノストラざまス（GUMコミックス、ワニブックス）　全2巻
  1. 1999年12月、ISBN 4-8470-3299-3
  2. 1999年12月、ISBN 4-8470-3334-5

  - 新装版（GUMコミックスPlus、ワニブックス）　全2巻
    1. 2006年11月、ISBN 4-8470-3582-8
    2. 2006年11月、ISBN 4-8470-3583-6
- 月詠（GUMコミックス、ワニブックス）　全16巻
  1. 2000年4月、ISBN 4-8470-3342-6
  2. 2000年10月、ISBN 4-8470-3361-2
  3. 2001年5月、ISBN 4-8470-3395-7
  4. 2002年1月、ISBN 4-8470-3423-6
  5. 2002年7月、ISBN 4-8470-3432-5
  6. 2003年3月、ISBN 4-8470-3443-0
  7. 2003年11月、ISBN 4-8470-3457-0
  8. 2004年6月、ISBN 4-8470-3469-4
  9. 2005年1月、ISBN 4-8470-3486-4
  10. 2005年8月、ISBN 4-8470-3509-7
  11. 2006年4月、ISBN 4-8470-3535-6
  12. 2006年11月、ISBN 4-8470-3578-X
  13. 2007年4月、ISBN 978-4-8470-3597-5
  14. 2007年11月、ISBN 978-4-8470-3619-4
  15. 2008年7月、ISBN 978-4-8470-3647-7
  16. 2009年3月、ISBN 978-4-8470-3677-4

  - 新装版（GUMコミックスPlus、ワニブックス）　全8巻
    1. 2013年2月、ISBN 978-4-8470-3843-3
    2. 2013年2月、ISBN 978-4-8470-3855-6
    3. 2013年3月、ISBN 978-4-8470-3868-6
    4. 2013年3月、ISBN 978-4-8470-3869-3
    5. 2013年4月、ISBN 978-4-8470-3872-3
    6. 2013年4月、ISBN 978-4-8470-3873-0
    7. 2013年5月、ISBN 978-4-8470-3875-4
    8. 2013年5月、ISBN 978-4-8470-3876-1
- うりポッ（BLADE COMICS、マッグガーデン）
  1. 2005年8月、ISBN 4-86127-179-7
  2. 2007年1月、ISBN 978-4-86127-345-2
- かみわたし　-神様の箸渡し-（ヤングキングコミックス、少年画報社）　全2巻
  1. 2012年5月、ISBN 978-4-7859-3841-3
  2. 2012年10月、ISBN 978-4-7859-3952-6

## その他書籍一覧
つっぱれ有栖川
著：ヤマグチノボル、 角川スニーカー文庫、角川書店、2003年6月、ISBN 4-04-424603-3、絶版
表紙および挿絵を担当。
ぷちモモ 〜ねこさんちーむ〜
編：エース桃組、著：後藤なお・有馬啓太郎・他、角川コミックス・エース・エクストラ、角川書店、2003年12月、ISBN 4-04-713605-0
「アストロ巫女さん」を収録。
Fate/stay night アンソロジーコミック 8巻
マジキューコミックス、エンターブレイン、2005年3月、ISBN 4-7577-2211-7
表紙イラストを担当。
Lollipop -1st dtawing works of Pop-
著：POP、三才ブックス、2005年7月、ISBN 4-86199-011-4
ゲスト参加。
チャリティーイラスト本「Smile/Yell」
密林社、2011年8月12日、イラスト寄稿

## その他作品
- TVアニメ 夏のあらし! ～春夏冬中～（2009年） - 第8話エンドカード
- TVアニメ ダンス イン ザ ヴァンパイアバンド（2010年） - 第9話エンドカード
- TVアニメ 偽物語（2012年) - 第2話提供バックイラスト
- TVアニメ 蒼き鋼のアルペジオ -アルス・ノヴァ-（2014年） - 再放送版・第4話エンドカード